# Al-Zahir bi-Amr Allah
al-Zahir bi-Amr Allah, död 1226, var abbasidernas 35:e kalif. Han var regerade kalif i Abbasidkalifatet mellan 1225 och 1226. 